# Sarasota
Sarasota je město na Floridě v USA. V roce 2000 zde žilo 52 715 obyvatel, v roce 2010 jejich počet klesl na 51 917.
Leží u Mexického zálivu, na středozapadě Floridy. Sarasota bývá považována za jedno z nejkrásnějších měst Floridy – turisté sem hlavně jezdí kvůli nádherným plážím s bílým jemným pískem. Mezi Sarasotou a přilehlým městem Bradentonem (na severu) leží letiště Sarasota-Bradenton International Airport (SRQ).

## Sport
V roce 2017 se zde konalo Mistrovství světa ve veslování 2017, kde získal Ondřej Synek páté zlato ve skifu.

## Partnerská města
- Hamilton
- Perpignan
- Tel Mond
- Vladimir
- Dunfermline
- Treviso
- Sia-men